# 盛世企業
盛世企業有限公司，簡稱盛世企業（英語：Sapphire Corporation Limited，SGX：NF1），在2005年8月19日，從I.R.E 股份有限公司更名而來，現時總裁為张青贵。也是在2011年2月2日於新加坡交易所轉在主板上市。
現時業務主要經營各種鋼鐵業類，旗下公司包括中國釩鈦磁鐵礦業有限公司（持有57.72%股權）、内江市博威燃化有限公司、威远钢铁有限公司，以及利祺控股有限公司。
現時總部位於新加坡仁定巷123号怡隆工业大厦7樓2室。
2017年11月19日香港國際建投，分別以1.01億元及1.65億元，向 Best Feast及歐睿收購盛世企業已發行股本共約27.97%，總代價2.67億元

## 連結
- SapphireCorp.com.sg （页面存档备份，存于）